# Réka Szőcs
Réka Szőcs (Cluj-Napoca, 19 novembre 1989) è una calciatrice ungherese, portiere del Budaörs e della nazionale ungherese.

## Carriera

### Club
Nel 2006 Réka Szőcs è inserita in rosa nel Újpesti dove gioca per due stagioni prima di passare al MTK Hungária, formazione che milita nel Női Nemzeti Bajnokság I, massimo livello del campionato ungherese di categoria. Alla sua seconda stagione con la squadra della città di Budapest, contribuisce alla conquista del suo primo titolo nazionale nonché il secondo conquistato dalla società.
Durante il calciomercato estivo 2010 coglie l'opportunità di militare in un campionato estero, quello italiano, accordandosi con la neopromossa Orlandia97 per giocare in Serie A dalla stagione 2010-2011. La squadra non si rivela competitiva, chiudendo il campionato con 18 punti che le valgono il 14º posto e la retrocessione in Serie A2, e a stagione conclusa Szőcs decide di tornare alla sua vecchia squadra, l'MTK Hungária. Nella sua nuova e terza stagione con la squadra di Budapest, contribuisce alla riconquista del titolo nazionale, primato che l'MTK Hungária raggiunge anche le due stagioni successive.
Durante il calciomercato estivo 2015 trova un accordo con la Fiorentina Women's per tornare a giocare nel campionato italiano, tuttavia non riesce a convincere la società, mai impiegata in campionato dal tecnico Sauro Fattori, con la conseguenza che, durante il mercato invernale, viene svincolata e sostituita in rosa con la svizzera Gaëlle Thalmann. Il 13 gennaio 2016 ha firmato un contratto con il Basilea, andando a coprire il ruolo occupato dalla stessa Gaëlle Thalmann nel club elvetico.
Nel febbraio 2023 decide di sposare il progetto del Budaörs, squadra che punta a ottenere la promozione al termine della stagione.

## Palmarès
- Campionato ungherese: 4

MTK Hungária: 2009-2010, 2011-2012, 2012-2013, 2013-2014
- Campionato ungherese femminile di seconda divisione: 1

Budaörs: 2022-2023
- Coppa d'Ungheria femminile: 4

MTK Hungária: 2009-2010, 2012-2013, 2013-2014
Győri ETO: 2021-2022